# Alor
Alor (Ombai, Malua) ist mit 2104,76 km² die größte Insel des indonesischen Alor-Archipels und Teil der Kleinen Sundainseln.

## Geographie

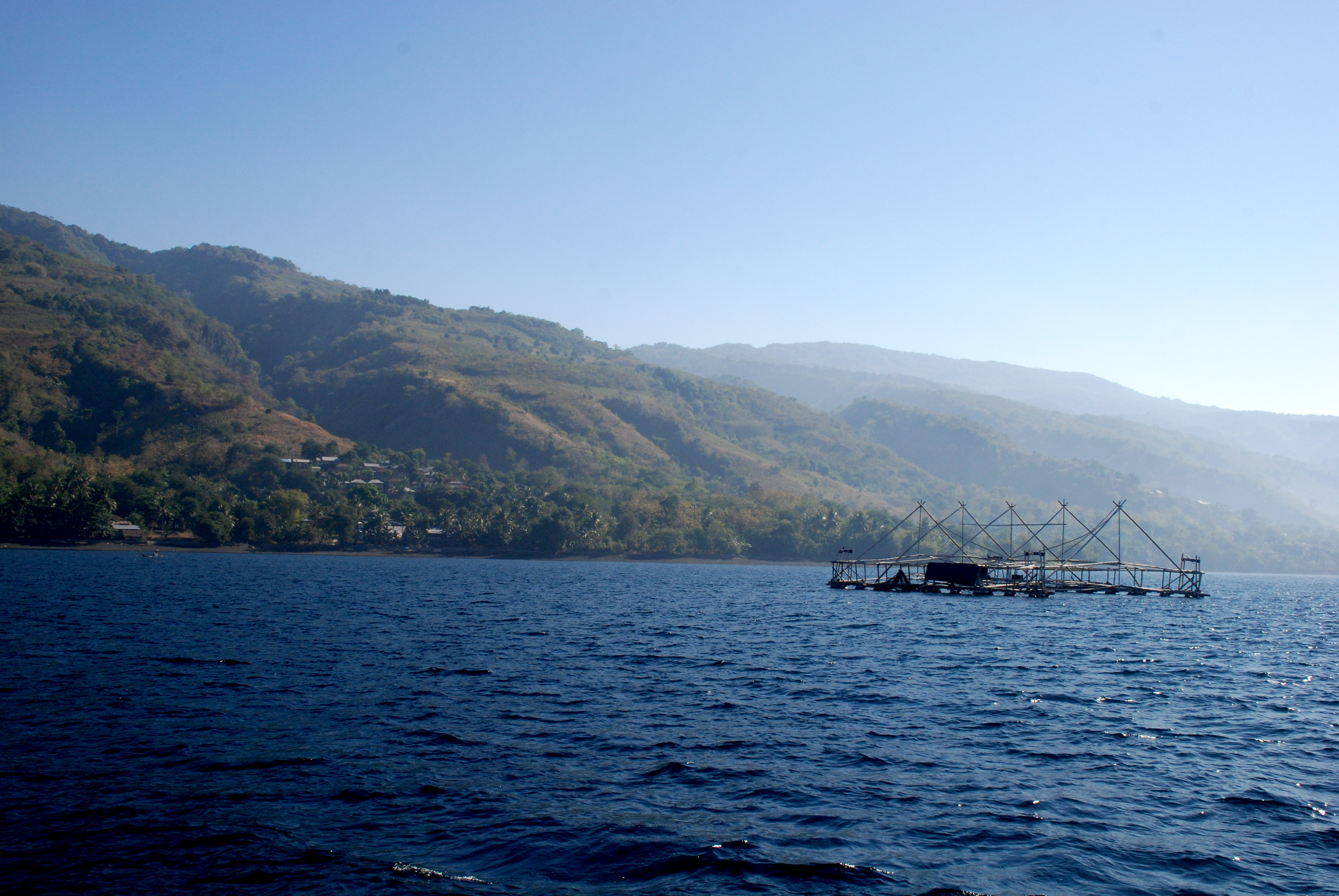
Bucht von Kalabahi

Die Insel ist Teil des Regierungsbezirks (Kabupaten) Alor, der aus dem gesamten Alor-Archipel gebildet wird. Er gehört zur indonesischen Provinz Ost-Nusa Tenggara. Hauptstadt des Regierungsbezirks ist Kalabahi, die einzige Stadt auf Alor. Sie ist mit etwa 60.000 Einwohnern auch das Wirtschaftszentrum des Archipels.
Östlich von Alor liegen die Inseln Wetar und das osttimoresische Atauro, südlich liegt Timor. Alor wird von diesen Inseln durch die Straße von Ombai getrennt. Nördlich, über die Floressee hinweg, liegen die Tukangbesi-Inseln. Im Westen liegt, jenseits der Pantarstraße, die Insel Pantar.
Alor ist, wie auch die anderen Inseln des Inneren Bandabogens, vulkanischen Ursprungs und stark zerklüftet. Die höchsten Berge sind der Kolana (1765 m) und der Muna (1440 m). Die Region um Kalabahi ist das einzige ebene Gebiet. Dies ist mit ein Grund, weshalb die niederländischen Kolonialherren die Inselhauptstadt und den Haupthafen von Klein-Alor (Alor-Kecil) 1911 nach Kalabahi verlegten.

## Sprachen

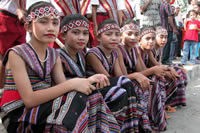
Frauen von Alor in traditioneller Tracht

Auf dem Alor-Archipel werden mindestens 14 verschiedene einheimische Sprachen gesprochen. Außer den beiden austronesischen Sprachen Bahasa Alor (Aloresisch, Bahasa Lamaholot) und Kalabahi Malay sind alle anderen Sprachen auf der Insel Papuasprachen (nicht-austronesische Sprachen). Die Papuasprachen von Alor und Pantar werden in der Sprachforschung zusammen behandelt. Alle diese Sprachen sind bedroht, einige haben weniger als 500 lebende Sprecher und viele Kinder lernen nicht mehr die lokalen Sprachen. Bahasa Alor wird nur in wenigen Fischerdörfern gesprochen, ebenso auf einigen anderen Inseln des Archipels. Sie ist mit Sprachen aus dem Osten von Flores verwandt. Bahasa Indonesia, die Amtssprache wird immer öfter als erste Sprache gelehrt.

## Geschichte

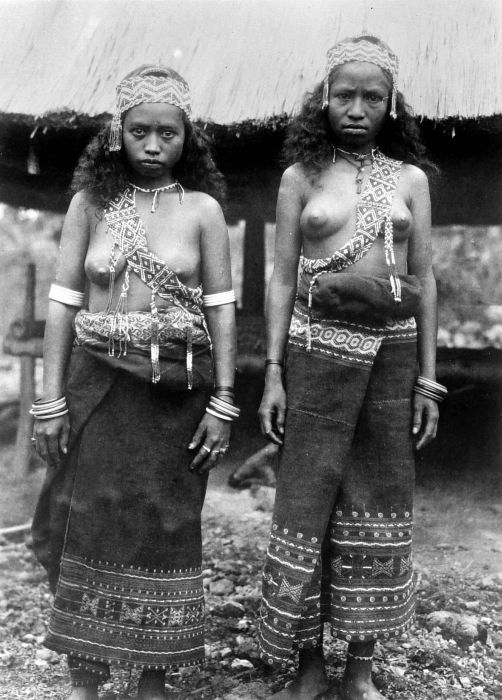
Bild aus der Kolonialzeit: Zwei Mädchen aus Worbain, Alor

In einem Grab auf Alor fand man unter dem Kinn und dem Kiefer einer Frau fünf Angelhaken, die auf ein Alter von 12.000 Jahre datiert wurden. Die Haken aus dem Pleistozän sind aus der Schale einer Meeresschnecke gefertigt. Obwohl ältere Haken aus Osttimor, Japan und Europa bekannt sind, ist dies der älteste Fund von Angelhaken als Grabbeigabe.
Die Portugiesen waren im 16. Jahrhundert die ersten Europäer in der Region. Alor galt damals als Heimat von Kannibalen, die sich nicht zum katholischen Christentum bekehren lassen wollten. Erst später gelang es Calvinisten, einen Teil der Bevölkerung zu bekehren. Früher konnte sich der Islam in Teilen der Insel etablieren. In Groß-Alor (Alor Besar) wird ein Koran aus dem 12. Jahrhundert aufbewahrt, der um 1500 von der Molukkeninsel Ternate von fünf Missionaren hierher gebracht wurde. Iang Gogo, einer dieser Brüder, soll die Prinzessin Bui Haki von Bunga Bali (auf Pantar) geheiratet und sich in Groß-Alor niedergelassen haben, während seine Brüder sich in Tuabang, Baranusa (beide auf Pantar), auf Solor und in Kuilerabaing (Südwestalor) ansiedelten. Nachkommen Iang Gogos sollen sich später auch in Klein-Alor (Alor Kecil), Aimoli, Alila, Ampera, Dulolong und anderen Dörfern niedergelassen haben. Die Portugiesen besuchten die kleineren Inseln um Timor nur selten, erhoben aber offiziell Anspruch auf die Oberhoheit. Als Handelswaren dienten Bienenwachs, Sklaven und Schildkrötenpanzer.
1851 verkaufte der portugiesische Gouverneur José Joaquim Lopes de Lima ohne Autorisation aus Lissabon die Ansprüche Portugals auf den Alor-Archipel und andere Gebiete auf den Kleinen Sundainseln, die nominell unter portugiesischer Oberhoheit standen, für 200.000 Florins an die Niederlande. Lopes de Lima fiel in Ungnade und wurde abgesetzt und verhaftet, als Lissabon von dem Vertrag erfuhr. Auf der Rückreise nach Portugal verstarb er in Batavia. Ab 1854 wurden die Vereinbarungen neu verhandelt. Im Vertrag von Lissabon wurde schließlich der Verkauf bestätigt. Die Ratifizierung erfolgte 1859. Allerdings blieben noch lange die alten Verbindungen zwischen Alor und dem portugiesischen Timor bestehen. 1886 zahlten die Einheimischen Alors noch einen jährlichen Tribut an den Liurai von Liquiçá, in Form von Reis, Mais, Baumwolle und anderem.

## Wirtschaft

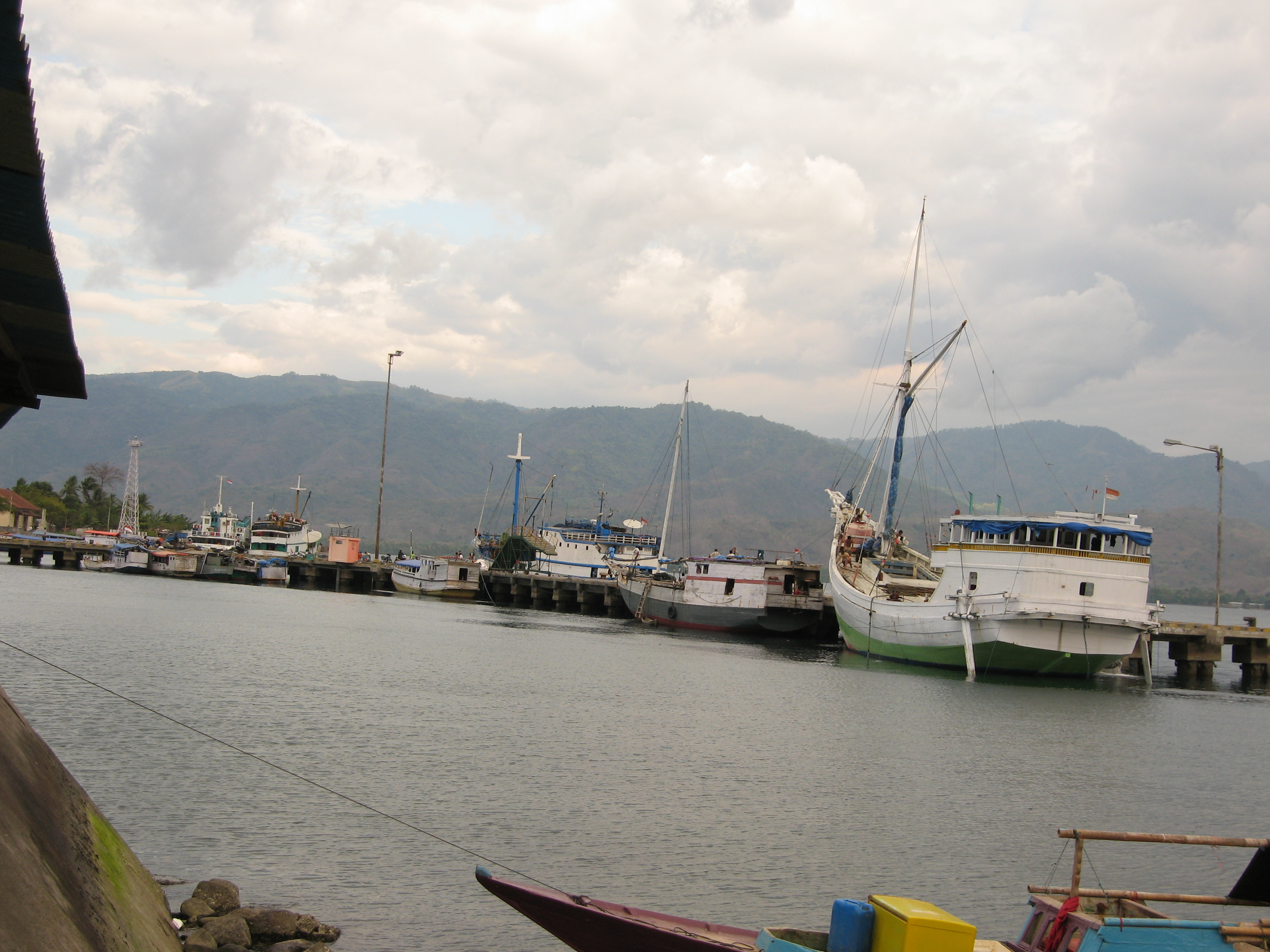
Hafen von Kalabahi

Die Infrastruktur ist nur schwach ausgebaut. Landwirtschaft zur Selbstversorgung bestimmt immer noch das Bild. Die Regierung versucht mit Hilfe internationaler Organisationen dies zu ändern. So wird beim Dorf Apui Vanille angebaut. Außerdem werden Tamarinde, Mandeln und weitere Nüsse angepflanzt. In den Wäldern wird Sandelholz gewonnen.
Jüngste Untersuchungen haben Bodenschätze, wie Gips, Kaolin, Erdöl und Erdgas, Zinn, Gold und Diamanten entdeckt. Schwarze Kieselsteine werden als Dekorationsmittel seit 1980 vom Archipel exportiert.
Im Alor-Archipel liegen einige der besten Schnorchel- und Tauchgebiete Indonesiens. Allerdings gibt es hier starke Strömungen, die es ratsam machen, nur mit ortskundiger Begleitung zu tauchen. Das Aufkommen exzessiver Fischerei hat aber einige Korallenriffe zerstört.
Der IATA-Flughafencode des Flughafens von  Alor ist ARD. Er liegt zehn Kilometer von Kalabahi entfernt.
Fähren fahren wöchentlich von Kupang (Westtimor) nach  Kalabahi. Die Fahrt dauert 20 Stunden. Zweimal die Woche fährt eine Fähre die Route Larantuka (Ostflores) – Lewoleba (Lembata) – Baranusa (Pantar) – Kalabahi in 20 Stunden. Einmal die Woche fährt eine Fähre von Atapupu (Westtimor) nach Kalabahi in neun Stunden. Außerdem laufen die Pelni-Passagierschiffe Serimau und Awu wöchentlich Kalabahi an. Aufgrund der starken Winde und großen Wellen wird die Verbindung nach Alor während der Regenzeit oft unterbrochen.
Frachter fahren meist von Alor nach Surabaya, Makassar und zu den Molukken. Der Haupthafen Alors hat eine Kapazität von 600 Bruttoregistertonnen.
In Kalabahi sorgen Sammeltaxis (Bemos) für den öffentlichen Transport. Zu anderen Orten auf Alor fahren Busse, in das bergige Inselinnere Jeeps, sogenannte Pansars. Über den Wasserweg verbinden kleinere Boote Orte und Nachbarinseln.

## Kultur
Vor allem auf Alor und Pantar finden sich Darstellungen von Nagas, mythischen Schlangenwesen, als Schutz an den traditionellen Gemeinschaftshäusern (Adat-Häusern). Der alte Glaube an diese Geisterwesen wurde aber immer weiter zurückgedrängt. Anfang des 20. Jahrhunderts verbrannten christliche Missionare alle schlangenähnlichen Holzfiguren, die nicht rechtzeitig von der Bevölkerung versteckt wurden. Auf der Insel Alor waren die hölzernen Nagas mit einem sakralen Stein zu Füßen auf dem zentralen Dorfplatz (Festplatz) aufgestellt und wurden ulenai genannt. Da auch der Lego lego-Tanz verboten wurde, konnten die traditionellen Begräbniszeremonien nicht mehr richtig stattfinden, was dazu führte, dass die Ahnen aus dem Jenseits ebenso wenig wie die verschwundenen Nagas unterstützend eingreifen konnten und die Bevölkerung nicht wusste, wie sie sich vor dem Einfluss der fremden Nagas schützen sollte.